# Gedoushu
Gedoushuu (外道衆,Gedōshū), có nghĩa là "Ngoại Đạo Chúng", những nhân vật giả tưởng đóng vai trò phản diện trong series Super Sentai thứ 33-Samurai Sentai Shinkenger. Chúng sống trong Rokumonsen (六門船, Lục Môn Thuyền), 1 chiến thuyền trôi nổi trên dòng sông Sanzu (三途の川,Sanzu-no-kawa), nơi vùng đất của người chết. Gedoushuu có khả năng chui qua những khe hở để xuất hiện tại thế giới con người, từ đó mới gây ra những cuộc tấn công nhằm giúp mực nước dâng cao và tràn lên chinh phạt nhân gian. Dù bị đánh bại rất nhiều lần trước bởi 18 thế hệ Shinkenger, nhưng lần này chúng vẫn tiếp tục tiêu diệt và phải đối đầu với nhóm Shinkenger hiện tại. Các Gedoushuu vốn dựa trên những Yokai trong truyền thuyết Nhật Bản.

## Doukoku
Chimatsuri Dōkoku (血祭 ドウコク) tướng lĩnh của Gedoushuu, 1 quái vật với giáp trụ đầy mình và mang theo thanh đao to tướng. Hằng thế kỉ trước, hắn bị tộc Shiba tiêu diệt và bị phong ấn bởi người đứng đầu gia tộc này. Về sau hắn ta hồi sinh và cầm đầu nhóm quái vật tấn công con người, hòng làm cho nước sông nâng lên để xâm chiếm trần gian. Doukoku luôn luôn trong cơn thịnh nộ và chỉ có rượu sake cùng với tiếng đàn gảy của Dayu mới làm hắn bình tĩnh. Khi biết trong người mình có phong ấn của tộc Shiba, hắn ra lệnh cho thuộc cấp giết chết Takeru vì chỉ với sự tuyệt tự của dòng họ này, hắn mới được giải thoát. Họ của Doukoku dịch ra nghĩa là "Huyết Tế" (血祭, chimatsuri).

## Dayu
Usukawa Dayū (薄皮 太夫, Bạc Bì Thái Phu), là cánh tay phải của Doukoku và được hắn sủng ái, miễn là bà ta biết rõ phận sự của mình. Một kẻ thích sưu tầm những thứ xinh đẹp và có thói quen chơi đàn shamisen. Dù đàn ra những âm thanh nghe ma quái và rợn người nhưng nhờ nó mà cơn phẫn nộ của Doukoku có thể nguôi ngoai. Dayu không thích các Ayakashi vì quá khứ của bà ta với những sinh vật này, điều đó khiến Doukoku không thấy hài lòng chút nào. Bà ta từng định hồi sinh bằng cách may nên áo uchikake từ nỗi tuyệt vọng của các cô dâu. Khi tham trận, Dayu sử dụng 1 thanh đoản kiếm được giấu trong tay cầm của cái đàn shamisen của bà ta. Tên của Dayu nghĩa là "Bạc Bì Thái Phu" (薄皮太夫, usukawa tayū) và hình tượng của bà ta được dựa trên Futakuchi-onna (二口女, Nhị Khẩu Nữ) của truyền thuyết Nhật Bản.

## Shitari
Honeno Shitari (骨のシタリ), nghĩa là "Chi Cốt Shitari". Lão ta là quân sư của Gedoushuu, kẻ luôn trông ngóng cho sự sống lại của Doukoku. Shitari xem con người như vật thí nghiệm và là phương tiện cho việc nâng mực sông Sanzu lên.

## Jūzō
Fuwa Jūzō (腑破 十臓), 1 thành viên bí ẩn của Gedoushuu, bị coi là thất lạc. Tuy nhiên, ông ta có vẻ hiểu rõ về khả năng thật sự của sông Sanzu hơn những Gedoushuu khác. Mang bên mình thanh gươm Uramasa (裏正, Lý Chính), Juuzou vốn là 1 kiếm sĩ nhưng vì đi tới sông Sanzu trong trạng thái còn sống nên đã bị hoá thành Gedoushuu, dù vậy ông ta vẫn có thể biến ngược lại thành dạng người. Sau khi chứng kiến Yamiororo bị đánh bại, Juuzou cảm thấy có hứng thú với ShinkenRed. Họ của Juuzou nghĩa là "Phủ phá" (腑破, fuwa).

## Nanashi
Liên trung Nanashi (ナナシ連中, Nanashi Renjū), là một binh đoàn các quái vật tay sai của Gedoushuu. Chúng được trang bị với rất nhiều loại vũ khí và có khả năng đi qua những khe hở để tiến đến thế giới loài người. Bên cạnh Nanashi còn có Liên Trung OoNanashi (大ナナシ連中, Ōnanashi Renjū), những quái vật sinh ra đã khổng lồ.

## Susukodama
Những quái vật lông lá bé tí sống trên boong tàu của Gedoushuu.

## Ayakashi
Ayakashi (アヤカシ) là những linh hồn với hình dạng kinh khiếp, phục vụ cho Gedoushuu. Chúng sống ở dưới tận đáy của sông Sanzu, nhưng chỉ xuất hiện khi được triệu lên. Tuy có khả năng đi đến nhân gian qua các kẽ hở nhưng chúng không ở đó được lâu vì sẽ bị mất nước. Đó chính là lý do vì sao chúng phải quay lại sông Sanzu để làm người mình ướt sũng. Ayakashi có 2 mạng, 1 mạng với kích cỡ như người thường và mạng thứ 2 cho phép chúng hoá khổng lồ khi mạng thứ nhất đã bị diệt.
- Kagekamuro (カゲカムロ, 1): Ayakashi xuất hiện đầu tiên trong phim. Hắn mang theo bên mình cặp kiếm Hikisōgantō (悲喜双顔刀, Bi Hỉ Song Diện Đao) với khả năng biến thành 2 khẩu súng. Kagekamuro bị ShinkenRed tiêu diệt ở mạng 1 và bị hạ bởi Shishi Origami ở mạng 2. Với khuôn mặt to tướng ở thân dưới, quái vật này chắc chắn dựa vào yêu quái Ookamuro của Nhật Bản.
- Ōtsumuji (オオツムジ, 2): vũ khí của Ayakashi này là Senpū Ōgamatō (旋風大鎌刀, Tuyền Phong Đại Liêm Đao), đồng thời sử dụng búi tóc của hắn để tạo nên chiêu thức Shinkūtsumuji Muchi (真空つむじ鞭, Chân Không Cái Tiên). Oomutsuji được cử đi để tàn phá con người và dồn họ đến đường cùng với những đòn tấn công khủng khiếp của mình. Đây là Ayakashi đầu tiên bị Shinken-Oh tiêu diệt. Dựa vào khả năng và hình dạng thì Ayakashi này có hình tượng từ yêu quái Kamaitachi của truyền thuyết Nhật.
- Rokuroneri (ロクロネリ, 3): 1 Ayakashi tự phụ và ngu ngốc, khả năng của hắn là Kaina Nobashi (かいなのばし, Kéo Dài Tay) cho phép tung ra những đòn tấn công từ cánh tay kéo dài chạy tự do dưới lòng đất. Hắn ta bị ShinkenGreen đánh bại và vô hiệu hoá chiêu thức ở mạng 1, sau đó bị Shinken-Oh tiêu diệt khi biến khổng lồ. Năng lực kéo dài tay cho thấy hắn ta là yokai Tsuchikorobi.
- Namiayashi (ナミアヤシ, 4): vũ khí là Aodake Dankatsusō (青竹断割槍, Thanh Trúc Đoạn Cát Thương), hắn ta có cơ thể được chia ra nửa hổ, nửa hình sóng. Namiayashi là 1 kẻ lười biếng và phá bĩnh, được Shitari cử đi để khiến con người rơi nước mắt, nhờ vậy nước sông Sanzu mới dâng lên. Hắn gặp và lừa cậu nhóc Ryota bằng lời nói dối về việc hồi sinh người ông quá cố của cậu bé. Namiayashi bị ShinkenBlue và ShinkenPink tiêu diệt, sau đó bị Shinken-Oh hạ gục. Hắn ta có chiêu thức là Tora Tsunami (虎津波, Hổ Chi Ba), bắn ra 1 bên hình cọp và 1 bên là sóng thần sông Sanzu. Ayakashi này dựa trên truyền thuyết về con Suiko của Nhật Bản.
- Yanasudare (ヤナスダレ, 5): mang trong mình khẩu Ryūshi Rendanjū (柳糸連弾銃, Liễu Mịch Liên Đạn Súng), Yanasudare không thể bị thương bởi bất cứ đòn tấn công vật lý nào. Hắn tấn công bất cứ thứ gì hắn cho là vô dụng, từ đó khiến con người rơi vào vòng tuyệt vọng. Tuy vậy, Ayakashi này vẫn có thể bị Mojikara làm tổn thương, vì thế ShinkenRed mới dùng sức mạnh từ Đĩa Kabuto và Kabuto Shinken-Oh để tiêu diệt hắn. Nhờ khả năng không thể bị chém đứt, Ayakashi này chính là Fusuma trong truyền thuyết.
- Zuboshimeshi (ズボシメシ, 6): Ayakashi với vũ khí là thanh Shitasaki Sanjakutō (舌先三尺刀, Thiệt Tiền Tam Xích Đao). Hắn ta được gửi đến thế giới con người để đọc những lời chê bai, xỉ vả trong tâm trí người khác, từ đó sẽ gây đau đớn cho họ nếu họ thấy buồn khi nghe những lời ấy. Do bản tính tự ti của ShinkenYellow nên những lời nói xấu của hắn không có tác dụng. Vì thế Ayakashi này đã quyết đánh bại được ShinkenYellow để rồi bị chiêu Kabuto Gorindan và sau đó là Kabuto Shinken-Oh tiêu diệt. Dựa vào khả năng đọc ý nghĩ của tên này, Zyboshimeshi được lấy hình tượng từ quái vật Satori trong truyền thuyết Nhật Bản.
- Yamiororo (ヤミオロロ, 7): 1 Ayakashi phiền toái và được sinh ra từ dưới đáy của sông Sanzu. Hắn ta có khả năng thở ra khí độc và làm nạn nhân chết vài ngày sau đó. Vũ khí là thanh Edamata Sensenken (枝又尖扇剣, Chi Hựu Tiêm Phiến Kiếm). Khi được phái đến để đầu độc con người, chất độc của hắn đã bị sức mạnh của Kajiki Origami vô hiệu. Yamiororo bị tiêu diệt bởi chiêu Kajiki Gorindan và Kajiki Shinken-Oh. Ayakashi này được dựa trên các Kodama của truyền thuyết Nhật Bản.
- Hitomidama (ヒトミダマ, 9): hắn ta là 1 kẻ kiêu căng và khoe khoang, mang bên mình chiếc Ōkaino Naritetate (大貝形手盾, Đại Kiến Hình Thủ Khiên). Ayakashi này có khả năng thao túng người khác theo ý hắn muốn và đã áp dụng khả năng này lên Tora Origami và ShinkenBlue. Sau khi bị ShinkenRed phá vỡ chiêu điều khiển, hắn ta bị diệt bởi 4 hộ vệ ở mạng 1 và bị đánh hạ bởi Tora Shinken-Oh ở mạng 2. Do hình dáng, Hitomidama được dựa trên Hitotsume-Kozo, 1 yêu quái trong truyền thuyết Nhật.
- Okakurage (オカクラゲ, 10): vũ khí là Sakasarokkotsu Tansō (逆六骨短槍, Nghịch Lục Cốt Đoản Thương), hắn ta dùng cây thương này để gây nên cơn mưa bất thường với những giọt mưa khiến con người ta phải suy sụp tinh thần. Cái dù trên đầu hắn khi mở ra cho phép hắn bay lượn trên không. Okakugare bị ShinkenGreen tiêu diệt, sau khi tái sinh thì đánh thắng Shinken-Oh nhưng cuối cùng cũng bị DaiTenkuu hạ gục. Ayakashi này chắc chắn được lấy từ hình tượng Kasaobake, một con ma trong truỵền thuyết Nhật Bản.
- Ushirobushi (ウシロブシ, 11): mang trong mình thanh katana, hắn có thể triển khai chiêu Onigatana Nidangiri (鬼刀二段斬り, Quỷ Đao Nhị Đoạn Trảm). Hắn ta được cử đi để giết ShinkenRed nhưng bị Juuzou cản trở nên khiến hắn ta phải lùi bước. Ushirobushi được dựa trên Otoroshi.